# MTV Movie Awards 2014
MTV Movie Awards 2014 — церемония вручения кинонаград канала MTV за 2013 год состоялась 13 апреля 2014 года в театре Nokia в Лос-Анджелесе (Калифорния, США). Номинанты были объявлены 6 марта 2014 года.
Ведущим церемонии стал американский комик и телеведущий Конан О’Брайен. Награда в категории «Признание поколения» была вручена актёру Марку Уолбергу.

## Статистика
Фильмы, получившие несколько номинаций.
| Фильм                                                                     | номинации |
| ------------------------------------------------------------------------- | --------- |
| • Голодные игры: И вспыхнет пламя / The Hunger Games: Catching Fire       | 8         |
| • Афера по-американски / Amrican Hustle                                   | 8         |
| • Волк с Уолл-стрит / The Wolf of Wall Street                             | 7         |
| • Мы — Миллеры / We’re the Millers                                        | 5         |
| • 12 лет рабства / 12 Years a Slave                                       | 4         |
| • Хоббит: Пустошь Смауга / The Hobbit: The Desolation of Smaug            | 4         |
| • Далласский клуб покупателей / Dallas Buyers Club                        | 4         |
| • Конец света 2013: Апокалипсис по-голливудски / This is the End          | 4         |
| • Телеведущий 2: И снова здравствуйте / Anchorman 2: The Legend Continues | 4         |
| • Тор 2: Царство тьмы / Thor: The Dark World                              | 3         |

## Список лауреатов и номинантов
| Категории                                                          | Лауреаты и номинанты |
| ------------------------------------------------------------------ | --- |
| Фильм года (Movie of the Year)                                     | • Голодные игры: И вспыхнет пламя / The Hunger Games: Catching Fire |
| Фильм года (Movie of the Year)                                     | • 12 лет рабства / 12 Years a Slave |
| Фильм года (Movie of the Year)                                     | • Афера по-американски / American Hustle |
| Фильм года (Movie of the Year)                                     | • Хоббит: Пустошь Смауга / The Hobbit: The Desolation of Smaug |
| Фильм года (Movie of the Year)                                     | • Волк с Уолл-стрит / The Wolf of Wall Street |
| Лучшая мужская роль (Best Male Performance)                        | • Джош Хатчерсон — «Голодные игры: И вспыхнет пламя» |
| Лучшая мужская роль (Best Male Performance)                        | • Брэдли Купер — «Афера по-американски» |
| Лучшая мужская роль (Best Male Performance)                        | • Леонардо Ди Каприо — «Волк с Уолл-стрит» |
| Лучшая мужская роль (Best Male Performance)                        | • Чиветел Эджиофор — «12 лет рабства» |
| Лучшая мужская роль (Best Male Performance)                        | • Мэттью Макконахи — «Далласский клуб покупателей» |
| Лучшая женская роль (Best Female Performance)                      | • Дженнифер Лоуренс — «Голодные игры: И вспыхнет пламя» |
| Лучшая женская роль (Best Female Performance)                      | • Эми Адамс — «Афера по-американски» |
| Лучшая женская роль (Best Female Performance)                      | • Дженнифер Энистон — «Мы — Миллеры» |
| Лучшая женская роль (Best Female Performance)                      | • Сандра Буллок — «Гравитация» |
| Лучшая женская роль (Best Female Performance)                      | • Лупита Нионго — «12 лет рабства» |
| Прорыв года (Breakthrough Performance)                             | • Уилл Поултер — «Мы — Миллеры» |
| Прорыв года (Breakthrough Performance)                             | • Лиам Джеймс — «Дорога, дорога домой» |
| Прорыв года (Breakthrough Performance)                             | • Майкл Б. Джордан — «Станция „Фрутвейл“» |
| Прорыв года (Breakthrough Performance)                             | • Марго Робби — «Волк с Уолл-стрит» |
| Прорыв года (Breakthrough Performance)                             | • Майлз Теллер — «Захватывающее время» |
| Лучший злодей (Best Villain)                                       | • Мила Кунис как Теодора, Злая Ведьма Запада — «Оз: Великий и Ужасный» |
| Лучший злодей (Best Villain)                                       | • Бархад Абди как Мусэ — «Капитан Филлипс» |
| Лучший злодей (Best Villain)                                       | • Бенедикт Камбербэтч как Хан Нуньен Сингх — «Стартрек: Возмездие» |
| Лучший злодей (Best Villain)                                       | • Майкл Фассбендер как Эдвин Эппс — «12 лет рабства» |
| Лучший злодей (Best Villain)                                       | • Дональд Сазерленд как президент Сноу — «Голодные игры: И вспыхнет пламя» |
| Лучший поцелуй (Best Kiss)                                         | • Эмма Робертс, Дженнифер Энистон и Уилл Поултер — «Мы — Миллеры» |
| Лучший поцелуй (Best Kiss)                                         | • Дженнифер Лоуренс и Эми Адамс — «Афера по-американски» |
| Лучший поцелуй (Best Kiss)                                         | • Джозеф Гордон-Левитт и Скарлетт Йоханссон — «Страсти Дон Жуана» |
| Лучший поцелуй (Best Kiss)                                         | • Джеймс Франко, Эшли Бенсон и Ванесса Хадженс — «Отвязные каникулы» |
| Лучший поцелуй (Best Kiss)                                         | • Шейлин Вудли и Майлз Теллер — «Захватывающее время» |
| Лучший бой (Best Fight)                                            | • Орландо Блум и Эванджелин Лилли против орков — «Хоббит: Пустошь Смауга» |
| Лучший бой (Best Fight)                                            | • Уилл Феррелл, Пол Радд, Дэвид Кокнер и Стив Карелл против Джеймса Марсдена против Саши Барона Коэна против Канье Уэста против Тины Фей и Эми Полер против Джима Керри и Марион Котийяр против Уилла Смита против Лиама Нисона и Джона Си Рейли против Грега Киннира — «Телеведущий 2: И снова здравствуйте» |
| Лучший бой (Best Fight)                                            | • Джейсон Бейтман против Мелиссы Маккарти — «Поймай толстуху, если сможешь» |
| Лучший бой (Best Fight)                                            | • Дженнифер Лоуренс, Джош Хатчерсон и Сэм Клафлин против обезьян-мутантов — «Голодные игры: И вспыхнет пламя» |
| Лучший бой (Best Fight)                                            | • Джона Хилл против Джеймса Франко и Сета Рогена — «Конец света 2013: Апокалипсис по-голливудски» |
| Лучшая комедийная роль (Best Comedic Performance)                  | • Джона Хилл — «Волк с Уолл-стрит» |
| Лучшая комедийная роль (Best Comedic Performance)                  | • Кевин Харт — «Совместная поездка» |
| Лучшая комедийная роль (Best Comedic Performance)                  | • Джонни Ноксвилл — «Несносный дед» |
| Лучшая комедийная роль (Best Comedic Performance)                  | • Мелисса Маккарти — «Копы в юбках» |
| Лучшая комедийная роль (Best Comedic Performance)                  | • Джейсон Судейкис — «Мы — Миллеры» |
| Лучший испуг до ус***ки (Best Scared-as-S**t Performance)          | • Брэд Питт — «Война миров Z» |
| Лучший испуг до ус***ки (Best Scared-as-S**t Performance)          | • Роуз Бирн — «Астрал: Глава 2» |
| Лучший испуг до ус***ки (Best Scared-as-S**t Performance)          | • Джессика Честейн — «Мама» |
| Лучший испуг до ус***ки (Best Scared-as-S**t Performance)          | • Вера Фармига — «Заклятие» |
| Лучший испуг до ус***ки (Best Scared-as-S**t Performance)          | • Итан Хоук — «Судная ночь» |
| Лучший герой (Best Hero)                                           | • Генри Кавилл как Кларк Кент — «Человек из стали» |
| Лучший герой (Best Hero)                                           | • Роберт Дауни мл. как Железный человек — «Железный человек 3» |
| Лучший герой (Best Hero)                                           | • Мартин Фримен как Бильбо Бэггинс — «Хоббит: Пустошь Смауга» |
| Лучший герой (Best Hero)                                           | • Крис Хемсворт как Тор — «Тор 2: Царство тьмы» |
| Лучший герой (Best Hero)                                           | • Ченнинг Тейтум как Джон Кейл — «Штурм Белого дома» |
| Лучший экранный дуэт (Best On-Screen Duo)                          | • Вин Дизель и Пол Уокер (посмертно) — «Форсаж 6» |
| Лучший экранный дуэт (Best On-Screen Duo)                          | • Эми Адамс и Кристиан Бейл — «Афера по-американски» |
| Лучший экранный дуэт (Best On-Screen Duo)                          | • Мэттью Макконахи и Джаред Лето — «Далласский клуб покупателей» |
| Лучший экранный дуэт (Best On-Screen Duo)                          | • Айс Кьюб и Кевин Харт — «Совместная поездка» |
| Лучший экранный дуэт (Best On-Screen Duo)                          | • Джона Хилл и Леонардо Ди Каприо — «Волк с Уолл-стрит» |
| Лучшее появление без рубашки (Best Shirtless Performance)          | • Зак Эфрон — «Этот неловкий момент» |
| Лучшее появление без рубашки (Best Shirtless Performance)          | • Дженнифер Энистон — «Мы — Миллеры» |
| Лучшее появление без рубашки (Best Shirtless Performance)          | • Сэм Клафлин — «Голодные игры: И вспыхнет пламя» |
| Лучшее появление без рубашки (Best Shirtless Performance)          | • Леонардо Ди Каприо — «Волк с Уолл-стрит» |
| Лучшее появление без рубашки (Best Shirtless Performance)          | • Крис Хемсворт — «Тор 2: Царство тьмы» |
| Лучший музыкальный момент (Best Musical Moment)                    | • Backstreet Boys, Джей Барушель, Сет Роген и Крэйг Робинсон Peform in Heaven — «Конец света 2013: Апокалипсис по-голливудски» |
| Лучший музыкальный момент (Best Musical Moment)                    | • Дженнифер Лоуренс Sings Live & Let Die — «Афера по-американски» |
| Лучший музыкальный момент (Best Musical Moment)                    | • Леонардо Ди Каприо Pops and Locks — «Волк с Уолл-стрит» |
| Лучший музыкальный момент (Best Musical Moment)                    | • Мелисса Маккарти Sings Barracuda — «Поймай толстуху, если сможешь» |
| Лучший музыкальный момент (Best Musical Moment)                    | • Уилл Поултер Sing Waterfalls — «Мы — Миллеры» |
| Лучшее перевоплощение (Best On-Screen Transformation)              | • Джаред Лето — «Далласский клуб покупателей» |
| Лучшее перевоплощение (Best On-Screen Transformation)              | • Кристиан Бейл — «Афера по-американски» |
| Лучшее перевоплощение (Best On-Screen Transformation)              | • Элизабет Бэнкс — «Голодные игры: И вспыхнет пламя» |
| Лучшее перевоплощение (Best On-Screen Transformation)              | • Орландо Блум — «Хоббит: Пустошь Смауга» |
| Лучшее перевоплощение (Best On-Screen Transformation)              | • Мэттью Макконахи — «Далласский клуб покупателей» |
| Лучшая роль камео (Best Cameo Performance)                         | • Рианна — «Конец света 2013: Апокалипсис по-голливудски» |
| Лучшая роль камео (Best Cameo Performance)                         | • Роберт Де Ниро — «Афера по-американски» |
| Лучшая роль камео (Best Cameo Performance)                         | • Эми Полер и Тина Фей — «Телеведущий 2: И снова здравствуйте» |
| Лучшая роль камео (Best Cameo Performance)                         | • Канье Уэст — «Телеведущий 2: И снова здравствуйте» |
| Лучшая роль камео (Best Cameo Performance)                         | • Джоан Риверз — «Железный человек 3» |
| [[лучший WTF момент\|Лучший момент «что за хрень?»]] (#WTF Moment) | • Леонардо Ди Каприо (The Lude Scene) — «Волк с Уолл-стрит» |
| [[лучший WTF момент\|Лучший момент «что за хрень?»]] (#WTF Moment) | • Стив Карелл, Уилл Феррелл, Пол Радд и Дэвид Кокнер (The RV Crash) — «Телеведущий 2: И снова здравствуйте» |
| [[лучший WTF момент\|Лучший момент «что за хрень?»]] (#WTF Moment) | • Джонни Ноксвилл и Джексон Николл (The Beauty Pageant) — «Несносный дед» |
| [[лучший WTF момент\|Лучший момент «что за хрень?»]] (#WTF Moment) | • Камерон Диас (Car Sex) — «Советник» |
| [[лучший WTF момент\|Лучший момент «что за хрень?»]] (#WTF Moment) | • Ченнинг Тейтум и Дэнни Макбрайд (Danny’s New Pet) — «Конец света 2013: Апокалипсис по-голливудски» |
| Любимый персонаж (Favorite Character)                              | • Беатрис «Трис» Прайор (Шейлин Вудли) — «Дивергент» |
| Любимый персонаж (Favorite Character)                              | • Китнисс Эвердин (Дженнифер Лоуренс) — «Голодные игры: И вспыхнет пламя» |
| Любимый персонаж (Favorite Character)                              | • Локи (Том Хиддлстон) — «Тор 2: Царство тьмы» |
| Любимый персонаж (Favorite Character)                              | • Вероника Марс (Кристен Белл) — «Вероника Марс» |
| Любимый персонаж (Favorite Character)                              | • Хан Нуньен Сингх (Бенедикт Камбербэтч) — «Стартрек: Возмездие» |
| «Признание поколения» (MTV Generation Award)                       | • Марк Уолберг |
| MTV Trailblazer Award                                              | |
| • Ченнинг Тейтум                                                   | |